# Liczby zaprzyjaźnione
Liczby zaprzyjaźnione – para różnych liczb naturalnych, takich że suma dzielników właściwych (mniejszych od tej liczby) każdej z tych liczb równa się drugiej liczbie.

## Para Pitagorasa
Pierwszą parą takich liczb jest 220 i 284, ponieważ:
- 220 = 1 + 2 + 4 + 71 + 142 (dzielniki 284),
- 284 = 1 + 2 + 4 + 5 + 10 + 11 + 20 + 22 + 44 + 55 + 110 (dzielniki 220).

Została ona podana już przez Pitagorasa. Nie wiadomo, czy istnieje nieskończenie wiele par liczb zaprzyjaźnionych i czy istnieje taka para liczb o różnej parzystości.

## Pary mniejsze od miliona
Oto wszystkie pary liczb zaprzyjaźnionych, z których co najmniej jedna liczba jest mniejsza od miliona:

- 220 i 284
- 1184 i 1210
- 2620 i 2924
- 5020 i 5564
- 6232 i 6368
- 10744 i 10856
- 12285 i 14595
- 17296 i 18416
- 63020 i 76084
- 66928 i 66992
- 67095 i 71145
- 69615 i 87633
- 79750 i 88730
- 100485 i 124155
- 122265 i 139815
- 122368 i 123152
- 141664 i 153176
- 142310 i 168730
- 171856 i 176336
- 176272 i 180848
- 185368 i 203432
- 196724 i 202444
- 280540 i 365084
- 308620 i 389924
- 319550 i 430402
- 356408 i 399592
- 437456 i 455344
- 469028 i 486178
- 503056 i 514736
- 522405 i 525915
- 600392 i 669688
- 609928 i 686072
- 624184 i 691256
- 635624 i 712216
- 643336 i 652664
- 667964 i 783556
- 726104 i 796696
- 802725 i 863835
- 879712 i 901424
- 898216 i 980984
- 947835 i 1125765
- 998104 i 1043096

## Wzór Tabita
Wzór generujący niektóre liczby zaprzyjaźnione został znaleziony przez arabskiego matematyka Tabita ibn Qurra (826–901) ok. roku 850.
Niech:
- {\displaystyle n>1} będzie liczbą naturalną,
- {\displaystyle p=3\cdot 2^{n-1}-1,}
- {\displaystyle q=3\cdot 2^{n}-1,}
- {\displaystyle r=9\cdot 2^{2n-1}-1.}

Jeśli {\displaystyle p,} {\displaystyle q} i {\displaystyle r} są liczbami pierwszymi, to
{\displaystyle 2^{n}pq} i {\displaystyle 2^{n}r}
są liczbami zaprzyjaźnionymi.
Przy użyciu powyższej metody można odnaleźć pary (220, 284), (17296, 18416) oraz (9363584, 9437056), ale już nie np. (6232, 6368). Metoda ta sprawdza się dla {\displaystyle n} = 2, 4 oraz 7, ale nie dla żadnego innego {\displaystyle n<=191600}.

## Wzór Eulera
Euler uogólnił wzór Tabita, podając regułę, która umożliwia znajdowanie wszystkich liczb zaprzyjaźnionych w postaci par spełniających poniższy warunek:
Jeżeli liczby naturalne {\displaystyle k} i {\displaystyle n,} gdzie {\displaystyle k\leqslant n,} są takie, że wszystkie trzy liczby
{\displaystyle p=(2^{k}+1)2^{n+1-k}-1,}
{\displaystyle q=(2^{k}+1)2^{n+1}-1,}
{\displaystyle r=(2^{k}+1)^{2}2^{2n+2-k}-1}
są pierwsze, to wtedy liczby {\displaystyle 2^{n+1}pq} i {\displaystyle 2^{n+1}r} tworzą parę liczb zaprzyjaźnionych.
Dla {\displaystyle k=1} otrzymujemy wzór Tabita.

## Poszukiwania liczb zaprzyjaźnionych
Liczbami zaprzyjaźnionymi zajmowała się ta sama grupa matematyków, która poszukiwała liczb pierwszych: Mersenne, Fermat, a także Kartezjusz. Tematem tym zajmował się również polski siedemnastowieczny matematyk Jan Brożek. Euler podaje listę 64 zaprzyjaźnionych par, z których dwie pary okazały się (po blisko dwustu latach) „nieprzyjazne”. W 2001 roku znano milion liczb zaprzyjaźnionych, w 2007 roku prawie 12 mln. Obecnie znaleziono ponad miliard takich liczb.